# 젝시믹스
젝시믹스(Xexymix Co. Ltd.)은 대한민국의 여성용 애슬레저 기업이다. 본사는 서울 성동구 뚝섬로1길 63에 위치해 있으며 대표이사는 이수연이다.

## 상장
2020년 8월 13일에 주관사를 대신증권과 삼성증권으로 공모가 13,000원에 코스닥 시장에 상장하였다.

## 참고문헌
1. ↑  배요한, 상상인證 "브랜드엑스코퍼레이션, 中 진출 본격화", 뉴시스, 2024년 6월 24일[깨진 링크(과거 내용 찾기)]
2. ↑  [company analysis [브랜드엑스코퍼레이션] 성장 기대감 확대 '브랜드엑스코퍼레이션' … 젝시믹스 등 글로벌 시장서 인기 비지니스리포트 2024-08-16]